# Tobermorita
La tobermorita es un mineral de la clase de los inosilicatos, y dentro de esta pertenece al llamado “grupo de la tobermorita”. Fue descubierta en 1880 en Tobermory en la isla de Mull, en Escocia (Reino Unido), siendo nombrada así por esta localidad. Un sinónimo es tobermorita-11 Å.

## Características químicas
Es un silicato hidroxilado e hidratado de calcio. Puede ser visualmente muy parecida a la tacharanita, y dimorfo de la clinotobermorita. Estructuralmente es un inosilicato con tres cadenas sencillas y múltiples de tetraedros de sílice.
Dentro del grupo de la tobermorita al que pertenece, existen tres minerales de estructura parecida:
- Tobermorita-9 Å o riversideíta.
- Tobermorita-11 Å o tobermorita en sentido estricto.
- Tobermorita-14 Å o plombierita.

Además de los elementos de su fórmula, suele llevar como impurezas: aluminio, hierro, magnesio, sodio, potasio y agua.

## Formación y yacimientos
Aparece como producto de la alteración hidrotermal de rocas de carbonato cálcico, debido a metamorfismo de contacto y metasomatismo. Rellena vesículas y cavidades en rocas basálticas.
Suele encontrarse asociado a otros minerales como: zeolitas, etringita, portlandita o calcita.

## Cemento Portland
La tobermorita es uno de los dos productos resultantes de la hidratación del silicato bicálcico y del silicato tricálcico del cemento Portland (el otro producto resultante de esta hidratación es la portlandita). Recibe también el nombre de gel CSH y es el principal responsable de las resistencias del cemento (entre el 60 y el 80% de la resistencia total del cemento se debe a la tobermorita).